# Anna Chromy

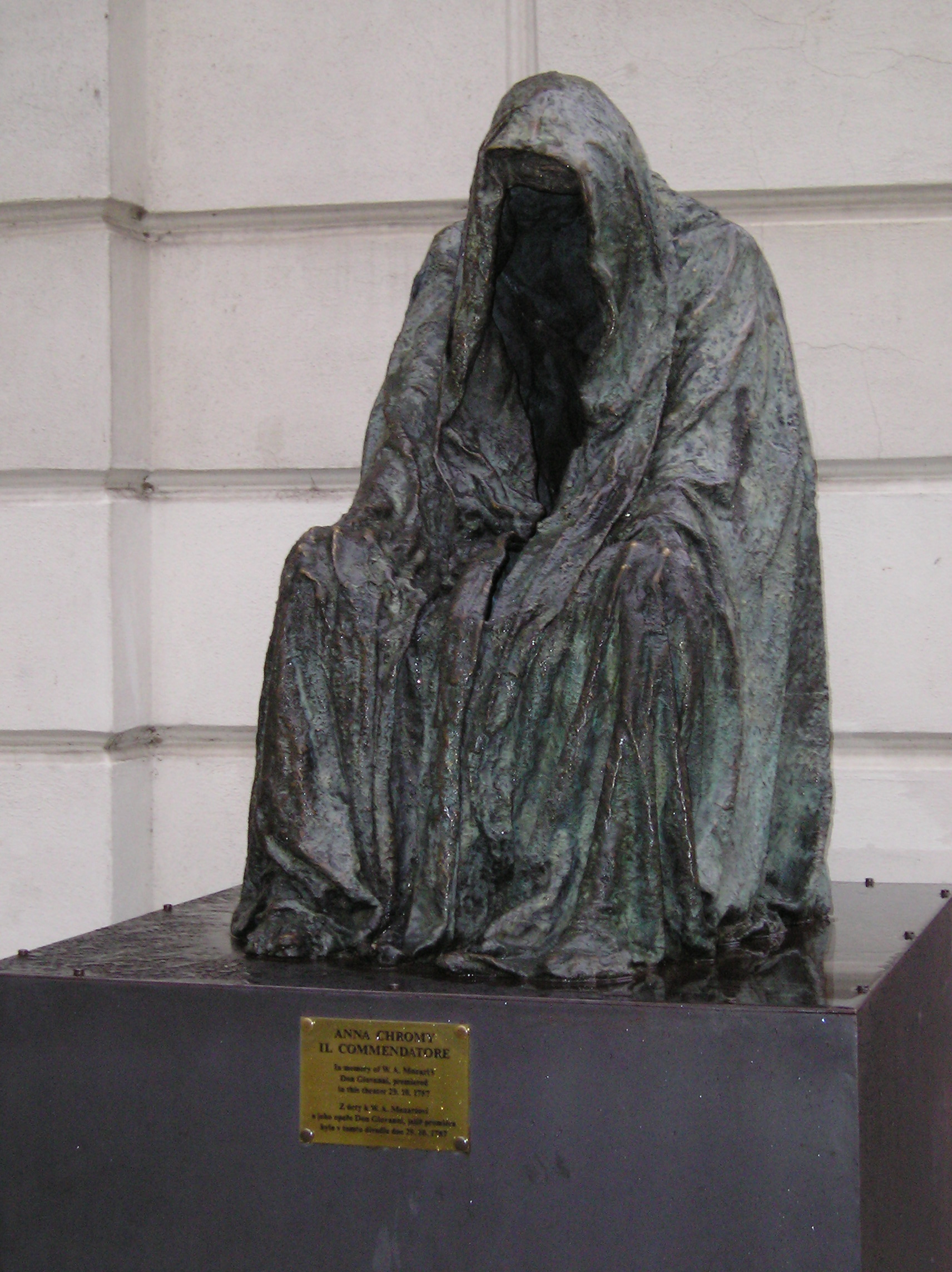
Anna Chromy: 'Il Commendatore' uit Mozarts Don Giovanni voor het Statentheater in Praag.

Anna Chromy (Český Krumlov, 18 juli 1940 – Monaco, 18 september 2021) was een kunstschilderes en beeldhouwster. Ze werd geboren in het Protectoraat Bohemen en Moravië tijdens de Duitse bezetting van Tsjecho-Slowakije, groeide op in Oostenrijk, woonde in Frankrijk en werkte in Italië.

## Leven en werk
Aan het einde van de Tweede Wereldoorlog verhuisde de familie van Anna Chromy van Bohemen naar Wenen. Haar familie had niet genoeg geld om haar naar de kunstacademie te laten gaan. Dit was pas mogelijk nadat ze trouwde en naar Parijs verhuisde. Ze kreeg haar opleiding aan de École des Beaux-Arts, waar ze zich verdiepte in Salvador Dalí en andere surrealisten. Ze begon de zachte kleuren van William Turner te gebruiken in haar schilderijen.
Na een levensbedreigend ongeval in 1992 was Anna Chromy acht jaar lang niet in staat tot schilderen. Ze richtte haar aandacht op de beeldhouwkunst, waarbij ze brons en marmer gebruikte als haar materialen.
Anna Chromy had ateliers in Pietrasanta, Toscane, waar ze ook haar bronsgieterijen had, Fonderia Artistica Mariani en Massimo Del Chiaro. Voor haar marmeren sculpturen werkte ze in het atelier van Massimo Galleni in Pietrasanta. In Carrara beeldhouwde ze in Studio Michelangelo van Franko Barattini.
Ze overleed op 81-jarige leeftijd.

## Cloak of Conscience
Het bekendste stuk van Chromy is de 'lege jas', bekend als Cloak of Conscience and Tolerance met de varianten Piétà en Il Commendatore, waarvan exemplaren zijn opgesteld in de Dom van Salzburg, Oostenrijk, het Statentheater in Praag, het Nationaal Archeologisch Museum van Athene en elders. Chromy transformeerde The Cloak in een kapel van meer dan vier meter hoog, uit een blok wit marmer met een gewicht van 200 ton gesneden in de Cave Michelangelo in Carrara.

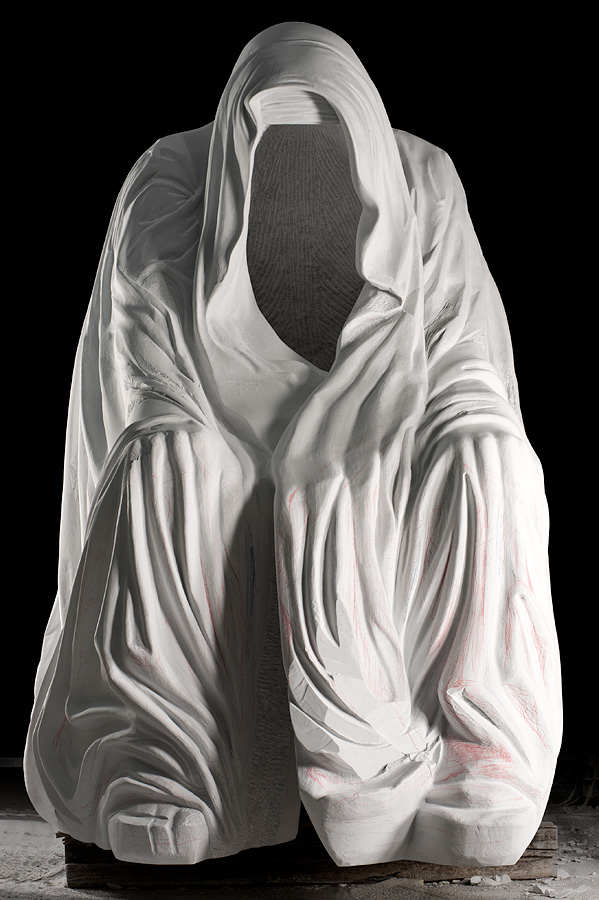
De 4,5 meter hoge Cloak of Conscience.
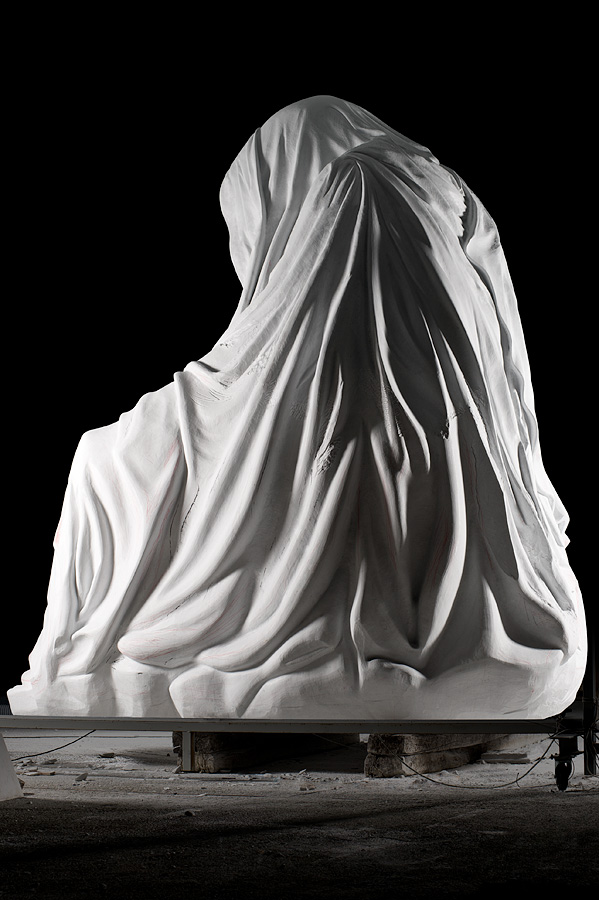
De Cloak of Conscience weegt 70 ton.
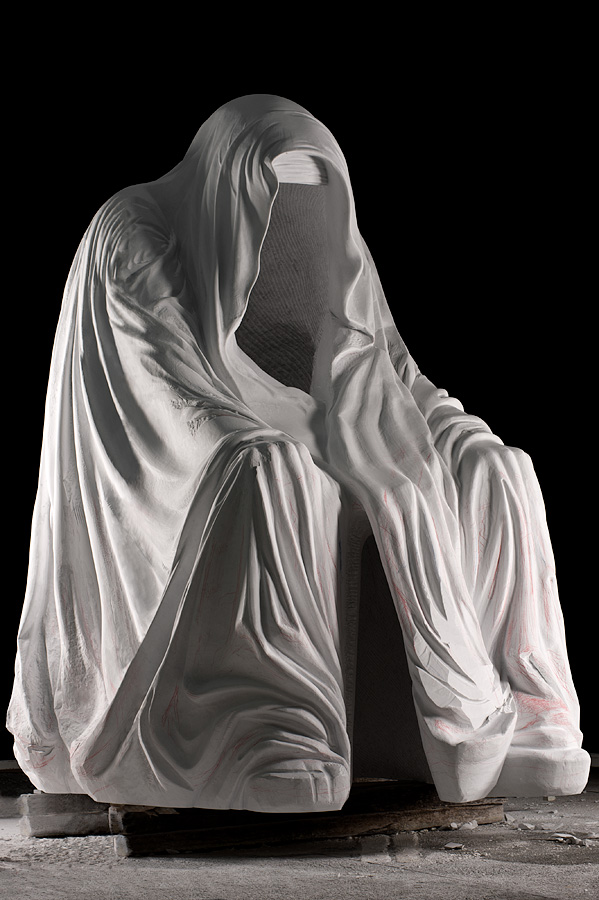
Bezoekers kunnen de Claok of Consciende binnenlopen.
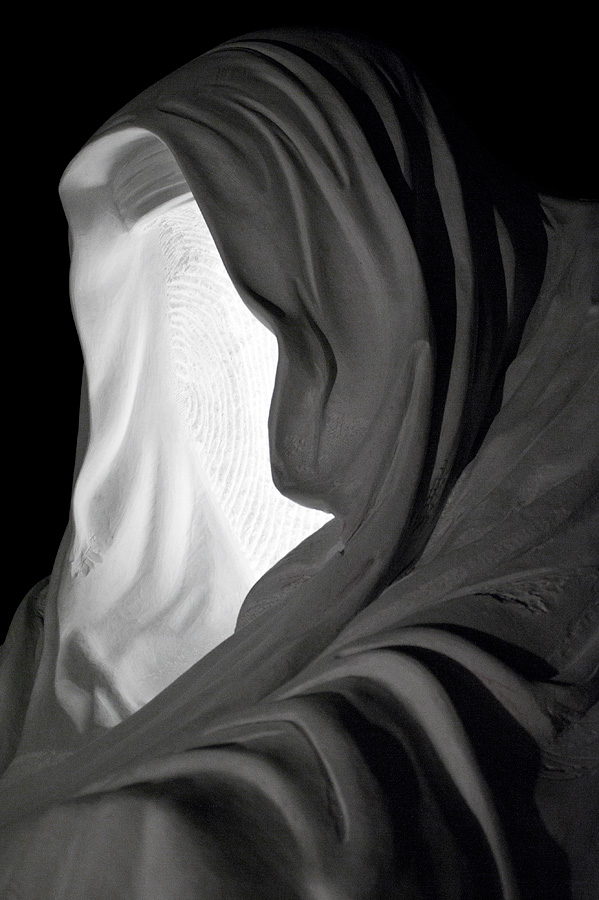
De Cloak of Conscience van dichtbij.

Andere belangrijke werken zijn onder meer de Olympic Spirit voor de bibliotheek in Shanghai en Europe, een eigentijdse herinterpretatie van de oude mythe, op de  Place Vendôme in Parijs. In 2009 werd haar "Olivier d'Or" gepresenteerd door Albert II van Monaco aan de winnaar van de Nobelprijs voor de Vrede, Elie Wiesel. In 2008 presenteerde ze een model van The Cloak of Conscience aan paus Benedictus XVI in de Sint-Pietersbasiliek in Rome ter gelegenheid van de oprichting van het Conscience Instituut.
Chromy putte inspiratie uit muziek, in het bijzonder opera, klassieke dans en de oude mythen. Haar schilderijen bevatten verwijzingen naar de Weense School van het Fantastisch Realisme en andere Centraal-Europese kunstenaars. Haar kleuren, soms ook gebruikt op de beelden, hebben een subtiele Turner-achtige touch.

## Schilderijen

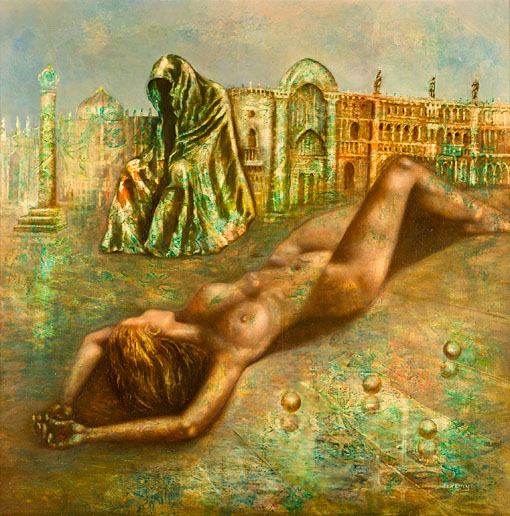
'To be or not to be', 1982
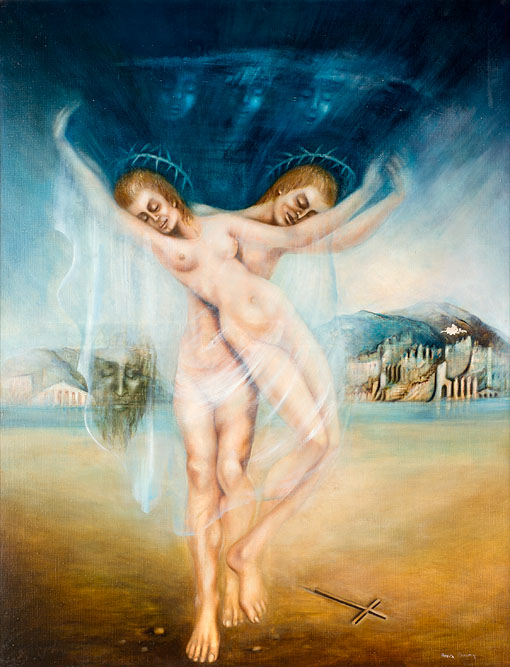
'Eternal Love', 1979
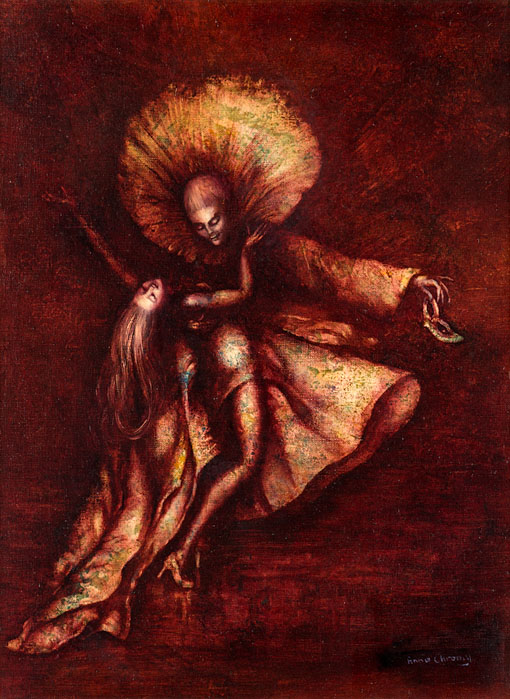
'Ball in Venice', 1979
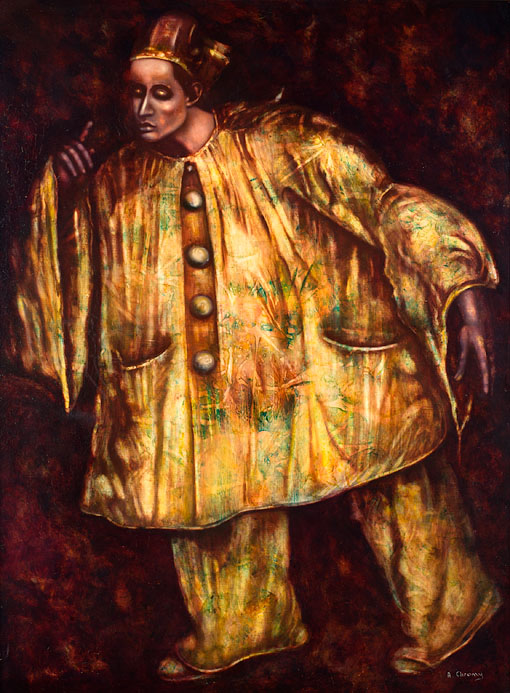
'Clown', 1979

## Publieke sculpturen

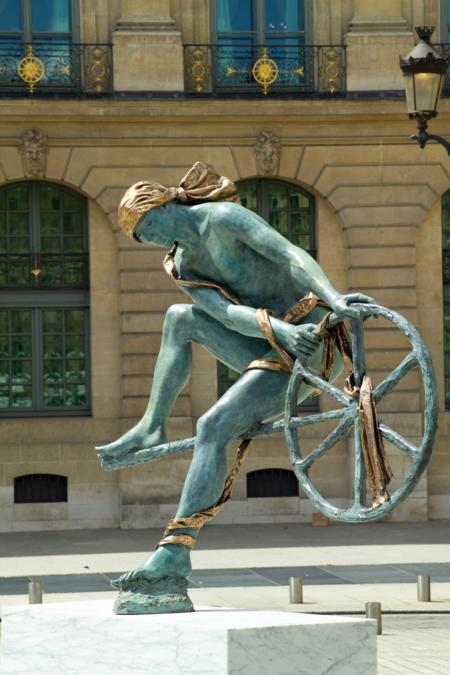
Ulysses (2000)
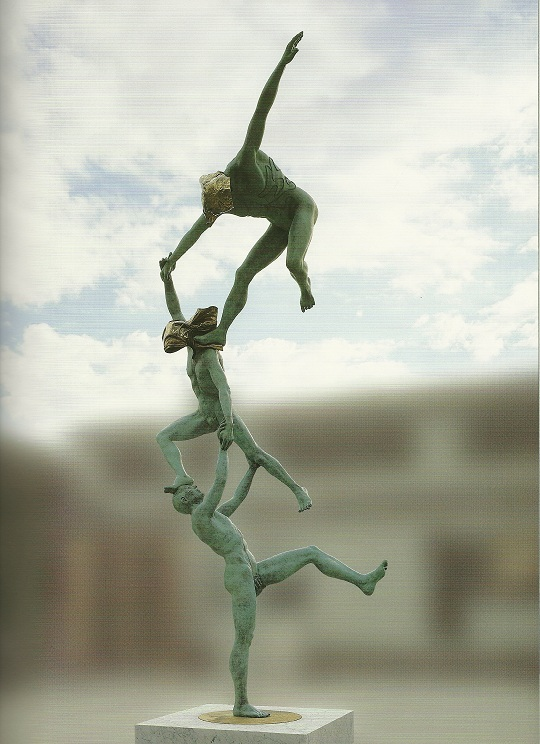
Olympic Spirit (2004)

## Tentoonstellingen
- Don Giovanni and the Sound of Bronze (2000), Praag, Tsjechië
- Il Canto di Orfeo (2004), Pietrasanta, Italië
- Europe (2005), Place Vendôme, Parijs
- Mythos Revisited (2007), Nationaal Archeologisch Museum, Athene
- Dream of the East (2009), Beijing, China